# No sabes qué desperdicio tengo en el alma
«No sabes qué desperdicio tengo en el alma» es una canción del grupo musical chileno Los Tres, registrada en su segundo disco de estudio Se remata el siglo, de 1993. Es el primer sencillo de este álbum, cuenta con un video oficial. Tema recurrente en sus recitales, casi siempre como parte del encore.

## Contenido
Escrita por Álvaro Henriquez y parte de Se remata el siglo en 1993, esta canción es una de las más pesadas de Los Tres, con una compleja estructura y solos de guitarra distorsionados continuos. Evoca elementos del grunge norteamericano. Feliz de perder, otro de sus singles del mismo álbum es otra buena muestra del rock algo más pesado que se incluiría en el disco.
Esta canción tiene una clara influencia y similitud con el rock británico progresivo, evidenciado en el tema Gypsy de la banda británica Uriah Heep.

## Registro
Durante la salida de éste single, pasando por una nueva etapa al firmar contrato con Sony Music Chile, los buenos comentarios de la prensa especializada, de la radio y la televisión, no se hicieron esperar. Esto permitió que el sencillo "No sabes que desperdicio tengo en el alma" se mantuviera durante tres semanas como líder absoluto de los rankings de popularidad radial. El director de cine, Pablo Perelman, es el encargado de realizar el videoclip. Este no tarda en ser uno de los más difundidos por los distintos canales de televisión de Chile.

## Vídeo musical
Desde una caja fuerte abierta por un ladrón (el actor Pablo Macaya), sale a hacer a una tocata en vivo la banda penquista más exitosa de la década de los ’90. Mezclando texturas, público, luces, ladrones y una rubia debilidad bailando a contraluz o en chromakey, este videoclip se adecua al bit y la suciedad del estilo grunge que contagió un poco de refilón a Los Tres de esa época. “No sabes qué desperdicio tengo en el alma” pertenece al segundo disco del grupo, “Se Remata el Siglo”, de 1993.